# Thrypticus mironovi
Thrypticus mironovi är en tvåvingeart som beskrevs av Grichanov 1998. Thrypticus mironovi ingår i släktet Thrypticus och familjen styltflugor.
Artens utbredningsområde är Ghana. Inga underarter finns listade i Catalogue of Life.